# 31948 Marciarieke
31948 Marciarieke este o planetă minoră (asteroid) din centura de asteroizi. A fost descoperită pe 2 aprilie 2000 la Stația Anderson Mesa de Lowell Observatory Near-Earth-Object Search și a fost numită după Marcia J. Rieke⁠(d). 
Obiectul prezintă o orbită caracterizată de o semiaxă mare de 2,1757909 UAi, o excentricitate de 0,11, o înclinație de 2,24484 ° în raport cu ecliptica.